# Louis de Bussy d'Amboise
Pour les articles homonymes, voir Bussy et Amboise.
Louis de Clermont d'Amboise, seigneur de Bussy (1549-1579), dit Bussy d'Amboise, est un gentilhomme et un épéiste réputé de la cour du roi de France Henri III. Il était le favori de François d'Anjou et un galant de la future reine Marguerite de Valois, respectivement frère et sœur du roi.

## Biographie

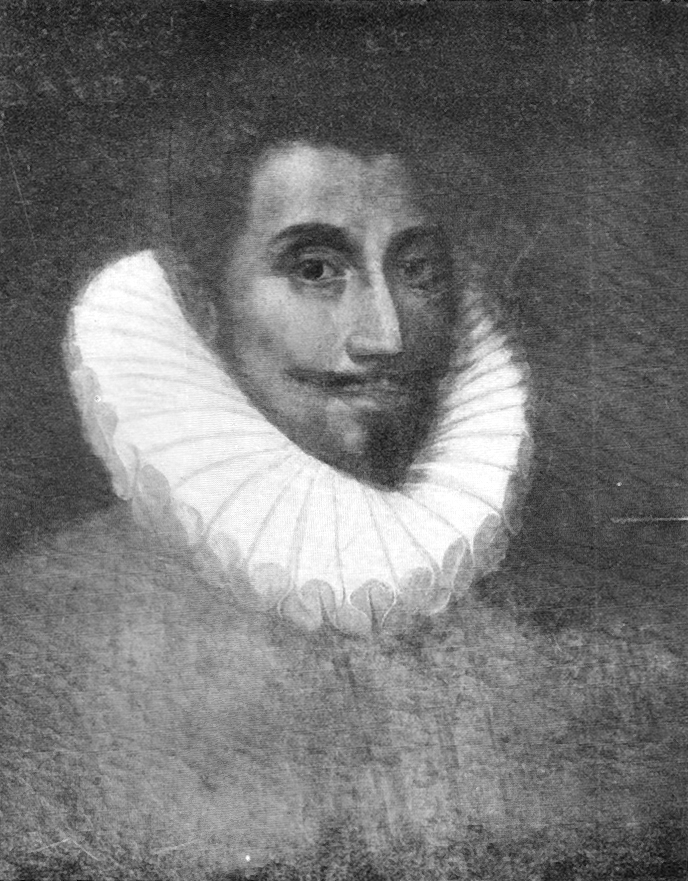
Louis de Bussy d'Amboise,
collection du château de Beauregard.

Fils de Jacques de Clermont d’Amboise, seigneur de Bussy (fils de Jean d'Amboise), et de Catherine de Beauvau, Louis embrasse de bonne heure la carrière des armes dans laquelle il ne tarde pas à se distinguer par sa bravoure et son intrépidité.
Lors du massacre de la Saint-Barthélemy, en 1572, il assassine son cousin huguenot Antoine de Clermont, marquis de Reynel,, avec qui il était en procès. Il s'empara ensuite de son château de Reynel, que l’édit de Beaulieu en faveur des protestants lui enleva  presque aussitôt.
Au service du duc d'Alençon, frère cadet et rival du roi Henri III, il devient son favori. Il se fait très rapidement connaître à la cour où il s'impose et parvient à devenir le galant de Marguerite, la sœur du roi et du duc d'Alençon.
En 1576, François d'Alençon reçoit l'Anjou en apanage. Monsieur, désormais duc d'Anjou, le nomme gouverneur de son duché et confie le commandement du château d'Angers à un certain Saint-Ceval dont on sait peu de choses. Assisté par son lieutenant François de Tilly, Bussy devient rapidement en exécration à la province, pour ses « maux et pilleriez ès pays d’Anjou et du Maine ».
Par son attitude méprisante et provocatrice à l'égard des partisans du roi, il participe aux tensions qui règnent à la cour entre le roi et son frère. Il se moque ouvertement des mignons du roi avec lesquels il se bat fréquemment en duel. Il aide le duc d'Alençon à s'enfuir de la cour où Henri III le retient.
Bussy est finalement victime de son arrogance. Le 19 août 1579, alors qu'il tentait de séduire Françoise de Maridor, il est tué lors d'un guet-apens tendu au château de La Coutancière par Charles de Chambes, comte de Montsoreau et mari de la dame.
Bussy d'Amboise était, par ailleurs, un homme de lettres à qui l’on doit des Stances.

## Représentations culturelles

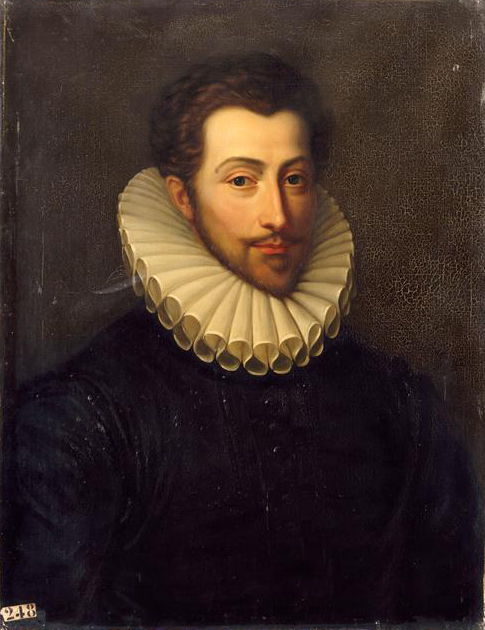
Portrait de Louis de Clermont, seigneur de Bussy d'Amboise, huile sur toile d'Édouard Pingret, château de Versailles, 1835.
Copie d'un portrait du XVIe siècle conservé au château de Beauregard.

Bussy d'Amboise a été mis en scène par le dramaturge anglais George Chapman dans sa pièce The Tragedy of Bussy D'Ambois (en) (1607).
Le gouverneur du duché d'Anjou devient également le protagoniste principal du roman La Dame de Monsoreau d'Alexandre Dumas. Très idéalisé, Bussy est dépeint comme un « héros antique (...) qui, fort de sa puissance, parle haut à son prince et lui dispute la dame de ses pensées. » Le romancier fait mourir Bussy à Paris avec un an d'avance (8 juin 1578).
Le personnage est successivement interprété en France par Nicolas Silberg dans l'adaptation télévisuelle diffusée en 1971, puis par Thomas Jouannet dans une transcription très libre du roman dumasien en 2008. En Russie, en 1998, le rôle échut à Alexandre Domogarov dans une adaptation télévisée fleuve, en 26 épisodes, Grafinya de Monsoro, tiré du roman d'Alexandre Dumas.

### Œuvres
- André Joubert (dir.), Les stances inédites de Bussy d'Amboise, Château-Gontier, Imprimerie-librairie H. Leclerc, 1983, 7 p., in-8° (lire en ligne sur Gallica).